# المعهد الاتحادي السويسري للتقانة في زيورخ
المعهد الاتحادي السويسري للتقانة في زيورخ (بالألمانية: Eidgenössische Technische Hochschule) هو جامعة حكومية موجودة في زيورخ، سويسرا. تأسست الجامعة في عام 1854، وهي تركز بصورة أساسية على العلوم والتقانة والهندسة والرياضيات. يُصنّف إي تي إتش زيورخ دومًا ضمن أفضل الجامعات الأوروبية.
كما هو الحال بالنسبة إلى مدرسة لوزان الاتحادية للعلوم التطبيقية (إي بّي إف إل) الشقيقة، يُعدّ إي تي إتش زيورخ جزءًا من مجال المعاهد الفيدرالية السويسرية للتكنولوجيا، وهو اتحاد للجامعات ومعاهد الأبحاث التابعة للوزارة الفيدرالية السويسرية للشؤون الاقتصادية والتعليم والأبحاث. اعتبارًا من عام 2023، التحق بمعهد إي تي إتش زيورخ 25,380 طالبًا من أكثر من 120 دولة، منهم 4,425 طالبًا يسعَون إلى نَيل درجات الدكتوراه.
يضم الطلاب وأعضاء هيئة التدريس والباحثون التابعون لمعهد إي تي إتش زيورخ 22 حائزًا على جائزة نوبل، من بينهم ألبرت أينشتاين، واثنَين حائزَين على ميدالية فيلدز، وثلاثة فائزين بجائزة بريتزكر، وشخصًا واحدًا حائزًا على جائزة تورنغ. يُعد المعهد عضوًا مؤسسًا لرابطة آي دي إي إيه (IDEA) والتحالف الدولي لجامعات البحث (آي إيه آر يو)، وهو عضو في شبكتَي مؤتمر المدارس الأوروبية لتعليم الهندسة المتقدمة وأبحاثها (سي إي إس إيه إي آر؛ أو سيزار CESAER) ورابطة الجامعات البحثية الأوروبية (إل إي آر يو)، وتحالف إنهانس (ENHANCE).

## لمحة تاريخية
تأسس المعهد الاتحادي السويسري للتقانة في زيورخ في 7 فبراير من عام 1854 من قبل الاتحاد السويسري وبدأ إلقاءُ محاضراته الأولى في 16 أكتوبر من عام 1855 باعتباره معهدًا متعدد التقنيات (المدرسة متعددة التقنيات الفيدرالية) في مواقع مختلفة من جميع أنحاء مدينة زيورخ. كان يتألف في البداية من ست كليات: الهندسة المعمارية، والهندسة المدنية، والهندسة الميكانيكية، والكيمياء، وعلم الحراجة (زراعة الغابات)، وقسم متكامل لمجالات الرياضيات والعلوم الطبيعية والأدب والعلوم الاجتماعية والسياسية.
يُعرف المعهد محليًا باسم البوليتيكنيكوم (بالألمانية: Polytechnikum أي متعدد التقنيات) أو ببساطة باسم بولي Poly، المشتق من الاسم الأصلي الألماني Eidgenössische Polytechnische Schule الذي يُترجم إلى «المدرسة متعددة التقنيات الفيدرالية».
إن معهد إي تي إتش زيورخ هو معهد اتحادي أو فيدرالي (أي أنه يخضع لإدارة مباشرة من الحكومة السويسرية). كان قرار إنشاء جامعة فيدرالية جديدة محل نزاع حاد آنذاك؛ مارس الليبراليون ضغطًا من أجل «جامعة فيدرالية»، بينما أرادت القوى المحافِظة بقاء كل الجامعات تحت سيطرة كانتونية، خوفًا من أن يكتسب الليبراليون نفوذًا سياسيًا أكبر مما كانوا يتمتعون به بالفعل. في البداية، كان المعهد يتشارك الموقع مع مباني جامعة زيورخ.
بين عامَي 1905 و1908 وتحت رئاسة جيروم فرانيل، أُعيدت هيكلة برنامج الدراسة في معهد إي تي إتش زيورخ ليصبح جامعةً حقيقية، ومُنحَ الحقَّ في إعطاء شهادات الدكتوراه. في عام 1909، مُنحت أولى شهادات الدكتوراه. في عام 1911، أُطلق عليه اسمه الحالي المعهد الاتحادي السويسري للتقانة (بالألمانية: Eidgenössische Technische Hochschule). في عام 1924، أُعيد تنظيم الجامعة مجددًا لتشمل 12 قسمًا، وهي تضم الآن 16 قسمًا.
يشكل معهد إي تي إتش زيورخ ومدرسة لوزان الاتحادية للعلوم التطبيقية (إي بّي إف إل) وأربعة معاهد بحثية مرتبطة معًا «مجال إي تي إتش» بهدف التعاون في المشاريع العلمية.

## الحرم الجامعي
يمتلك المعهد الاتحادي السويسري للتقانة في زيورخ حرمَين جامعيَّين، هما زينتروم Zentrum وَهونغربيرغ Hönggerberg. أُنشِئ حرم زينتروم حول المبنى الرئيسي الذي شُيِّد بين عامَي 1858 و1864 خارج الحدود الشرقية للمدينة وأعلاها مباشرة، لكنه يقع في الوقت الحاضر في قلب المدينة. ومع تنامِي المدينة والجامعة، توسع معهد إي تي إتش زيورخ ضمن مزارع الكروم والأحياء اللاحقة المحيطة. ولأن هذا الموقع الجغرافي قد أعاق توسع المعهد بصورة كبيرة، فقد شُيد حرم جامعي جديد بين عامَي 1964 و1976 على هضبة هونغربيرغ، وهي هضبة شمالية تقع في ضواحي المدينة. اكتمل آخر مشروع توسعي رئيسي لهذا الحرم الجامعي الجديد في عام 2003.

### حرم زينتروم
يتكون حرم زينتروم من العديد من المباني والمؤسسات في جميع أنحاء مدينة زيورخ.
يضم حرم زينتروم:
- قسم الرياضيات (دي-ماث)
- قسم علم الحاسوب (دي-آي إن إف كيه)
- قسم الإنسانيات والعلوم الاجتماعية والسياسية (دي-جي إي إس إس)
- قسم تكنولوجيا المعلومات والهندسة الكهربائية (دي-آي تي إي تي)
- قسم الهندسة الميكانيكية وهندسة العمليات (دي-إم إيه ڤي تي)
- قسم علم النظم البيئية (دي-يو إس واي إس)
- قسم علوم الأرض والكواكب (دي-إي إيه بّي إس)
- قسم الإدارة والتكنولوجيا والاقتصاد (دي-إم تي إي سي)
- قسم العلوم الصحية والتكنولوجيا (دي-إتش إي إس تي)

شُيد المبنى الرئيسي لمعهد إي تي إتش زيورخ بين عامَي 1858 و1864 تحت إشراف غوستاف زيونر؛ ومع ذلك، كان المهندس المعماري المسؤول هو جوتفريد زمبر، الذي كان أستاذًا في الهندسة المعمارية في المعهد في ذلك الوقت وواحدًا من أهم الكُتاب والمنظِّرين المعماريين في ذلك العصر. عمل زمبر بأسلوب كلاسيكي جديد فريد من نوعه؛ وهو المهندس المعماري الذي سُميت باسمه أوبرا زمبر في درسدن. أكد أسلوبه على الكتل الجريئة الواضحة ذات التفاصيل، مثل الطابق الأرضي ذي المظهر الخشن والنظام العملاق أعلاه، والذي اشتُق جزئيًا من أعمال أندريا بالاديو ودوناتو برامانتي. في أثناء بناء جامعة زيورخ، خُصص الجناح الجنوبي من المبنى للجامعة ريثما شُيد المبنى الرئيسي الجديد الخاص بها (1912-1914). في نفس الوقت تقريبًا، وُسع مبنى إي تي إتش زيورخ الخاص بزمبر وأُضيفت إليه قبّتُه.
يقع المبنى الرئيسي مباشرة أمام مستشفى زيورخ الجامعي ويفصل بينهما شارعٌ، وهو بجوار المبنى الرئيسي لجامعة زيورخ تمامًا.

### حرم هونغربيرغ
يُعد حرم هونغربيرغ حرمًا جامعيًا أكثر كلاسيكية، ويتكون أساسًا من مباني الجامعة وسكن الطلاب.
يضم حرم هونغربيرغ:
- قسم الهندسة المعمارية (دي-آرك)
- قسم الهندسة المدنية والبيئية والجيوماتيكية (دي- بي يو إيه جي)
- قسم المواد (دي -ماتل)
- قسم علم الأحياء (دي-بَيول)
- قسم الكيمياء والعلوم الحيوية التطبيقية (دي- سي إتش إيه بي)
- قسم الفيزياء (دي-فيز)

هناك أيضًا مركز رياضي تابع للرابطة الرياضية الأكاديمية في زيورخ (إيه إس ڤي زِد) متاح لجميع الطلاب وأعضاء هيئة التدريس، ويتضمن صالة ألعاب رياضية، وملعبًا للكرة الطائرة الشاطئية، وملعبًا لكرة القدم، وقاعاتٍ للفنون القتالية. في الذكرى السنوية الـ150 لتأسيس معهد إي تي إتش زيورخ في عام 2005، بدأ مشروع ضخم يُسمى «مدينة العلوم» لحرم هونغربيرغ بهدف تحويل الحرم الجامعي إلى منطقة جذابة تعتمد على مبدأ الاستدامة.

## البحث والتعليم
يتميز التعليم الجامعي في المعهد الاتحادي السويسري للتقانة في زيورخ بما يُعرف بـ «الامتحانات الأساسية» (بالألمانية: Basisprüfungen)، وهي امتحانات مكثفة تُجرى في السنة الأولى، وتشمل عادةً مواضيعَ أساسية في الرياضيات والفيزياء والهندسة. تُمثل هذه الامتحانات اختبارًا تمهيديًا وتحضيرًا للمقررات الدراسية المتقدمة ذات التوجه البحثي. يجب على الطلاب اجتياز هذه الامتحانات في محاولتين فقط، وتصل معدلات الرسوب في برامج الرياضيات المكثفة غالبًا إلى ما بين 50% و60%. يُركز تعليم الدكتوراه في معهد إي تي إتش على الخبرة البحثية العملية، حيث يُوظف مرشحو الدكتوراه مباشرةً كموظفين مدفوعي الأجر في مختبرات الأساتذة، إذ يُجرون أبحاثًا مستقلة ويساهمون بصورة فعالة في التدريس. تُنظِّم العديد من الأقسام تدريب الدكتوراه من خلال كليات الدراسات العليا المتخصصة، ما يُعزز البحث التعاوني مع العديد من المستشارين والتعاون الدولي، لا سيما مع جامعة زيورخ.
تركز أبحاث معهد إي تي إتش خصوصًا على مجالات العلوم والتقانة والهندسة والرياضيات، وهو يستضيف العديد من مراكز الأبحاث.

## معرض صور

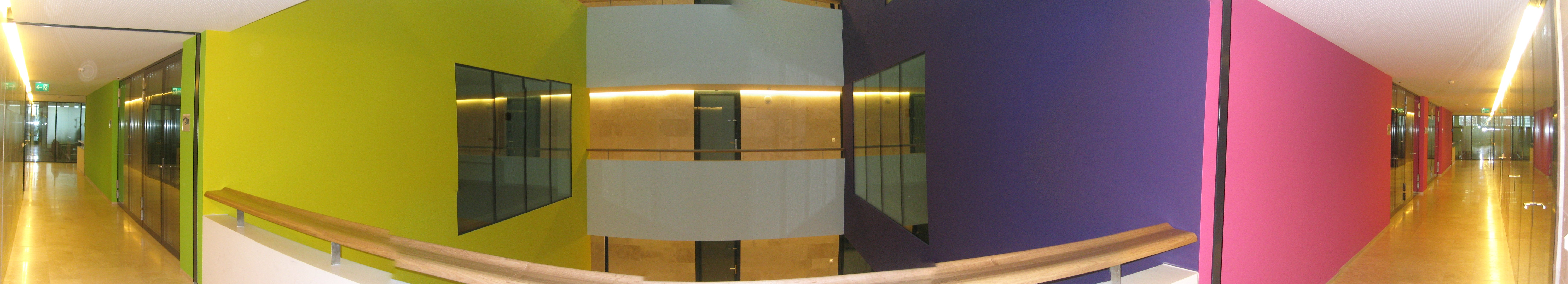
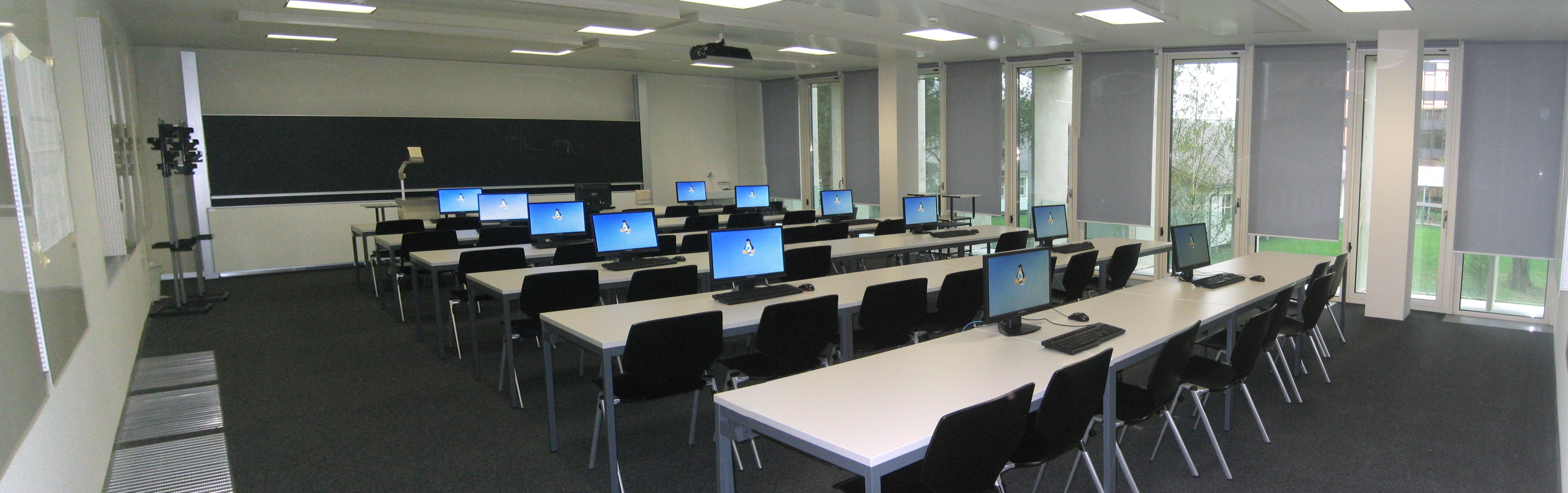
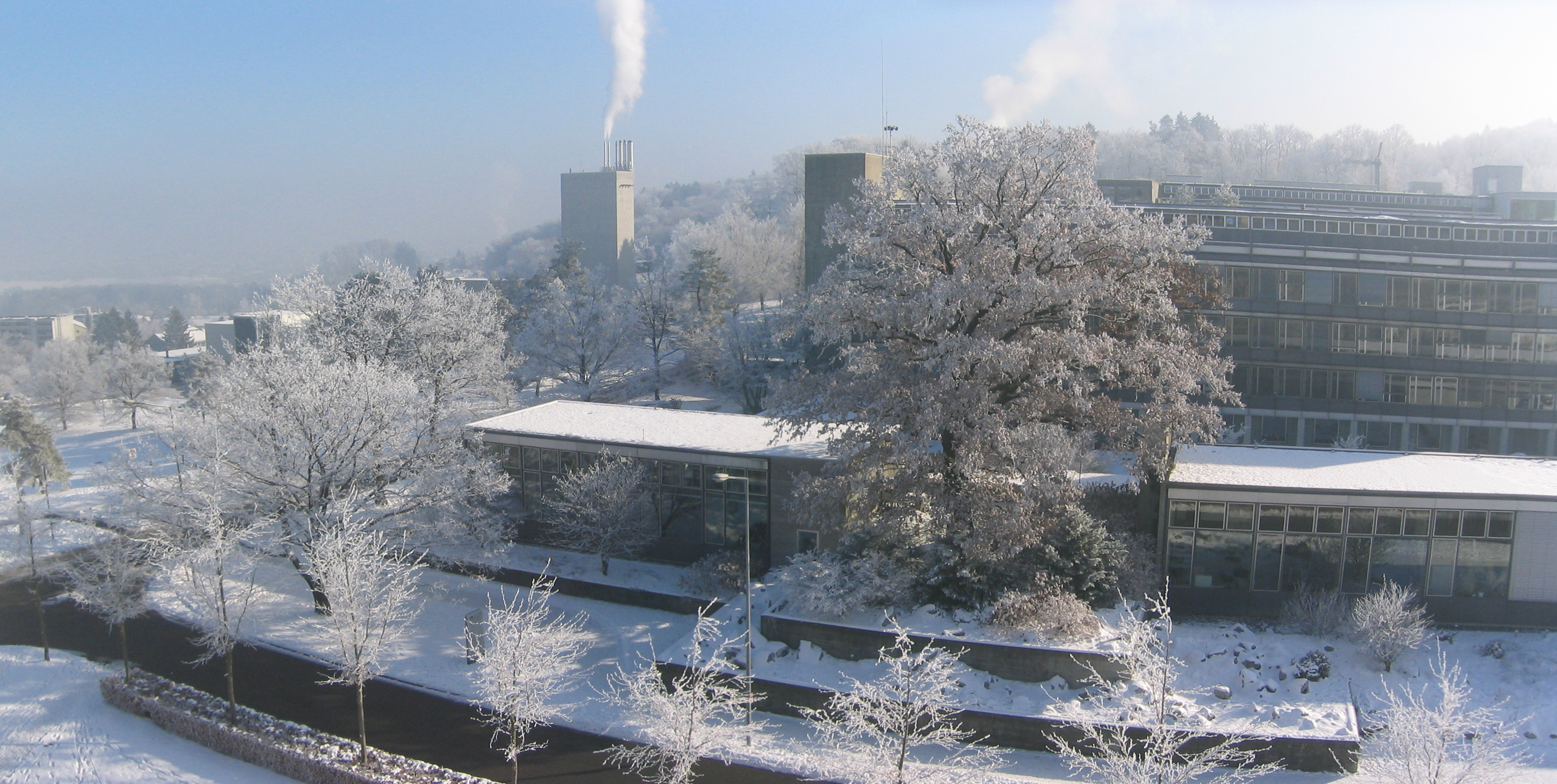

## مواقع خارجية
1. موقع المعهد الفدرالي السويسري
2. الدراسة في سويسرا
3. دليل الجامعات السويسرية قاعدة بيانات للجامعات السويسرية - بالإنجليزية